# هاو جونمين
هاو جونمين (بالصينية: 蒿俊闵) (مواليد 24 مارس 1987 في ووهان - جمهورية الصين الشعبية) لاعب كرة قدم صيني يلعب حاليا لصالح نادي الدرجة الأولى شالكه الألماني منذ 2010 في مركز الوسط المحوري .

## روابط خارجية
- هاو جونمين على موقع الاتحاد الدولي (مؤرشف)  (الإنجليزية)
- هاو جونمين على موقع قاعدة بيانات كرة القدم.إي يو (الإنجليزية)
- هاو جونمين على موقع بيانات كرة القدم. دي إي (الألمانية)
- هاو جونمين على موقع ناشيونال فوتبول تيمز (الإنجليزية)
- هاو جونمين على موقع Soccerway.com (الإنجليزية)
- هاو جونمين على موقع عالم كرة القدم.نت (الإنجليزية)
- هاو جونمين على موقع كووورة
- هاو جونمين على موقع اللجنة الأولمبية الدولية (الإنجليزية)
- هاو جونمين على موقع أوليمبيديا (الإنجليزية)
- هاو جونمين على موقع اللجنة الأولمبية الصينية (الإنجليزية)